# Petit-Sart
Petit-Sart of Sart-Sainte-Walburge of kortweg Sart is een dorpje in de gemeente Lierneux in de Belgische provincie Luik.
Petit-Sart ligt in het oosten van deelgemeente Lierneux, vier kilometer ten zuidoosten van het dorpscentrum van Lierneux. Een halve kilometer ten noorden, ligt het gehuchtje Grand-Sart, slechts van Petit-Sart gescheiden door een riviertje, de ruisseau d'Asset, die hier in de Golnay vloeit. Minder dan een kilometer ten zuiden ligt Joubiéval in de gemeente Vielsalm.

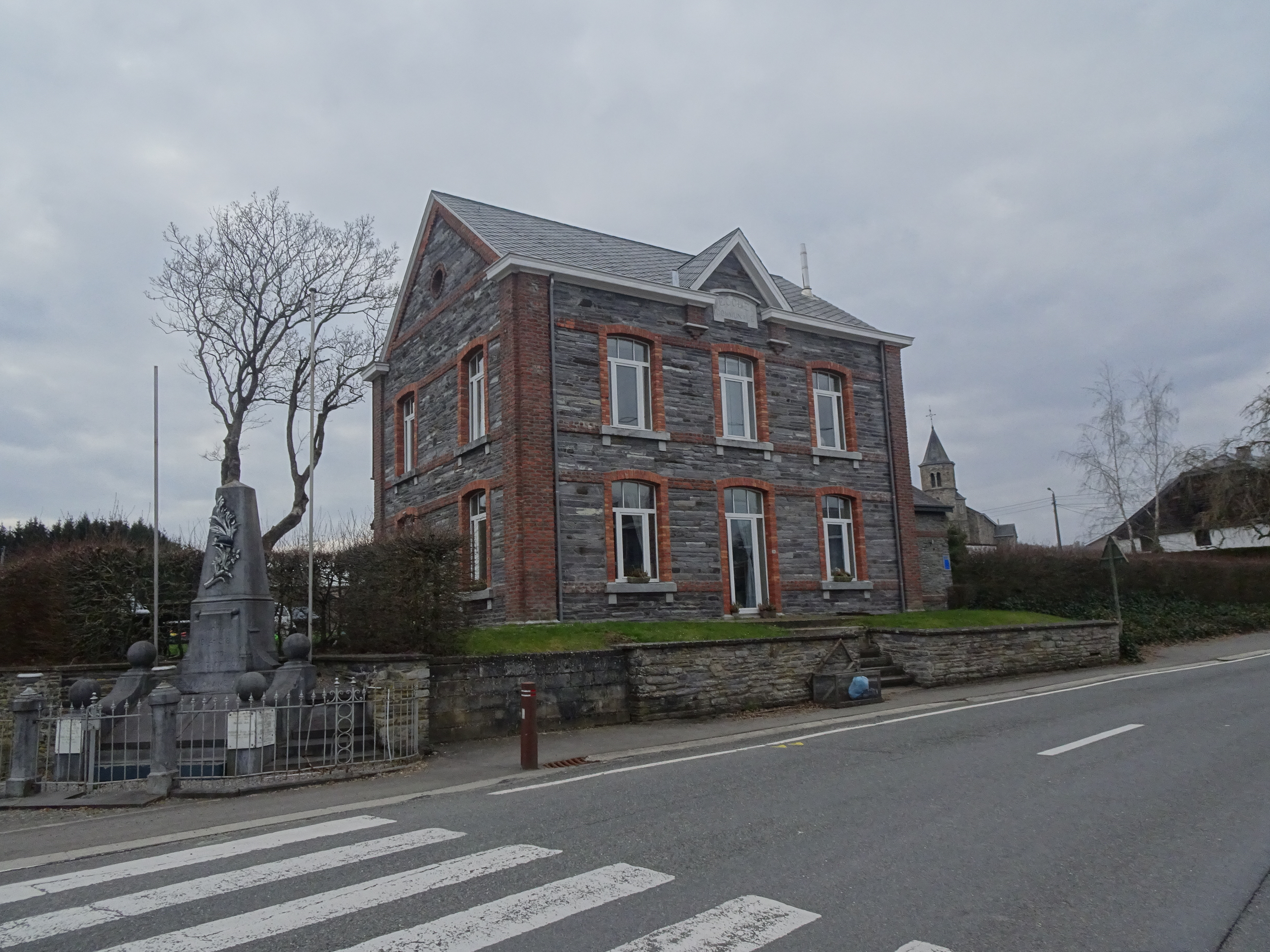
Centrum met voormalige gemeenteschool

## Geschiedenis
Op de Ferrariskaart uit de jaren 1770 is hier een dorpje Sart aangeduid, gelegen in een zuidelijke uitloper van het grondgebied van het het Principauté de Stavelo (Prinsdom Stavelot-Malmedy). De kaart toont ten noorden ook een gehucht op de plaats van Grand-Sart, hier echter foutief aangeduid met de namen Sart en de gehuchtnaam Petit Sart.
Op het eind van het ancien régime, toen tijdens de Franse bezetting op het eind van de 18de eeuw de gemeenten werden gecreëerd, werd de plaats ondergebracht in de gemeente Lierneux.
Het gebied ten zuiden van Petit-Sart, tussen het dorp en Joubiéval, werd in de eerste helft van de 19de eeuw doorsneden door een nieuwe weg van La Roche-en-Ardenne naar Salmchâteau en Vielsalm.
Op de Atlas der Buurtwegen uit 1841 en de Vandermaelenkaart uit het midden van de 19de eeuw staat de plaats vermeld als het gehucht Petit Sart. Beide kaarten tonen een watermolen op de Golnay. De gehuchten Petit-Sart, Grand-Sart en Joubiéval werden administratief soms vernoemd als een sectie van de gemeente Lierneux onder de naam Sart-Joubiéval.
Bij de gemeentelijke fusies van 1977 werd een zuidoostelijk stuk van het grondgebied van de gemeente Lierneux overgeheveld naar de gemeente Vielsalm in de provincie Luxemburg. De nieuwe gemeentegrens werd getrokken langs de grote weg ten zuiden Petit-Sart, waardoor de plaats werd gescheiden van het gehuchtje Joubiéval dat zo in een andere gemeente en provincie kwam te liggen.

## Bezienswaardigheden
- De Église Sainte-Walburge
- De Moulin de Sart, een watermolen op de Golnay[1]

## Sport
In Petit-Sart speelt voetbalclub RUS Sartoise, actief in de provinciale reeksen. Hoewel de plaats zich in de provincie Luik bevindt, treedt men aan in de Luxemburgse provinciale reeksen.

## Verkeer en vervoer
Ten zuiden van Petit-Sart loopt de gewestweg N89 tussen La Roche-en-Ardenne en Salmchâteau.
Deelgemeenten: Arbrefontaine · Bra · Lierneux

Overige plaatsen: Amcômont · Baneux · La Chapelle · Erria · La Falize · Floret · Gernechamps · Grand-Heid · Grand-Sart · Hierlot · Jevigné · Lansival · Menil · Odrimont · Petit-Sart · Reharmont · Trou-de-Bra · Verleumont · Villettes

Belgische gemeenten · arrondissement Verviers · provincie Luik · Wallonië